# Monte Taigeto
El monte Taigeto (en griego Ταΰγετος, Taýgetos) es una cordillera del Peloponeso, al sur de Grecia. Se extiende aproximadamente 100 km al norte del extremo sur de cabo Matapan en la península de Mani y se eleva a unos 2 410 m s. n. m. hacia el Hagios Ilias (Monte San Elías o Prophitis Elias). Es llamada así por la pléyade Táigete de la mitología griega.
El monte Taigeto fue utilizado por los espartanos para la ejecución de los recién nacidos con defectos físicos y de los delincuentes. Desde la época romana oriental (Bizantina) hasta el siglo XIX, la montaña fue conocida como Pentedaktylos (griego 'cinco dedos'). La cordillera comprende las prefecturas de Arcadia, Laconia y Mesenia.
El pico más alto de la montaña se caracteriza por tener la forma aproximada de una pirámide. Cerca de la cima se alza una iglesia del profeta Elías (προφήτης Ηλίας). La ruta E4 del SEGR pasa por allí. El valle del río Eurotas se extiende hacia el este, mientras que el mar Jónico se encuentra al sur y al oeste, y hacia el norte se abren el Golfo de Kalamata o Golfo de Mesenia y la región de Arcadia.
Desde la ladera oriental se puede divisar casi todo el valle del Eurotas, la cordillera del Parnón y la mitad de Laconia. Los panoramas desde las vertientes occidentales incluyen Kalamata y la mitad oriental de Mesenia. La mayoría de la parte suroeste de Arcadia se puede ver también.
La parte central de la cordillera se denomina Skoteini Plevra, que significa el lado oscuro, porque los pueblos que se encuentran en el Taigeto no reciben gran cantidad de sol, especialmente en las horas de la mañana y antes del anochecer. Gran parte de la zona es boscosa. Las zonas altas están deforestadas y se hallan cubiertas de pastizales, prados y flores. La zona recibe sol durante la tarde; la superficie insolada es de una longitud aproximada de 4 a 5 km y de una anchura de cerca de 1 km.

## Características geográficas
- Río Kouakiou
- Barranco de Rintomo
- Barranco o cañón de Viros

## Poblaciones en el monte
- Artemisa (pob. 291)
- Piges (pob. 103)

## Lugares cercanos
En orden ascendente.
| - Oeste: - Areopoli - Neochori - Kalamata - Pefko | - Norte: - Longanikos - Neochori - Pellana | - Este: - Sellasia (Oinountas) - Esparta - Mistra - Magula - Arna - Gitión | - Sur: - Península de Mani |

Taigeto también tiene una temporada turística. El clima presenta veranos fríos o frescos en la parte central e inviernos con nieve. Más de la mitad oriental tiene hierba, mientras que el resto de la montaña está cubierta de pinos.
Una antigua carretera que une Mesene al resto de Esparta y Mesenia recorrió la parte sur de la montaña en la antigüedad y en la época medieval. La nueva vía es la carretera interestatal 82, que une Kalamata a Esparta, con trazado del norte al centro, y tiene una longitud de unos 1.060 m. Es la única que atraviesa el Taigeto.
Discurre un sendero por la parte centro-sur de la cordillera de Mistra.

## Ceadas
Los espartanos arrojaban a los delincuentes desde el Taigeto a un valle conocido como Ceadas (Κεάδας), Caeadas (Καιάδας) o Apotetas.
Esparta era una ciudad guerrera y la debilidad física no era tolerada. Recientes investigaciones, financiadas por la Universidad de Atenas, descubrieron restos de individuos adultos, y se demostró que las Ceadas eran lugar de castigo para los delincuentes, traidores y cautivos.

## En la cultura popular
Es uno de los escenarios por los que transcurre la trama del videojuego Assassin's Creed Odyssey y de la película película [300] .